# Doxa Katokopias
El Doxa THOI Katokopias (en griego: Δόξα Θ.Ο.Ϊ. Κατωκοπιάς; traducido como "Gloria de la Fundación Ortodoxa Religiosa de Katokopias") es un club de fútbol profesional de Chipre originario de la población de Katokopias en el Distrito de Nicosia. Fue fundado en 1954 y se desempeña en la Segunda División de Chipre. Desde la invasión turca a Chipre en 1974, Katakopias permanece bajo dominio turco, República Turca del Norte de Chipre, por lo que el club debió ser trasladado a Peristerona, una ciudad cercana. En el 2007 el equipo asciende a la Primera División de Chipre, donde compite por el campeonato de la liga desde entonces.

## Historia
Doxa (cuya traducción al español es Gloria), ascendió por primera vez en su historia a la máxima categoría en el año de 1998 pero después de finalizar el torneo en la 13.ª posición da la tabla (de 14 equipos) descendieron nuevamente. La siguiente temporada, después de finalizar 3.º en el torneo de la segunda división chipriota, ascendieron nuevamente a la primera división y esta vez, con la experiencia de su primera participación, alcanzaron su mayor éxito hasta el momento finalizando 11.ª en la tabla y logrando la permanencia.
Nuevamente en el 2002 fueron relegados a la segunda división. En la temporada 2003-04 volvieron a ascender, pero después de 26 derrotas y solo una victoria regresaron automáticamente a la segunda división. En el año 2007 regresaron a la máxima categoría, pero en el 2011 descendieron nuevamente al acabar 13.º. Luego de una temporada en la segunda división regresan nuevamente a la Primera División de Chipre en la cual se han mantenido desde entonces. Los partidos de locales del equipo los disputan en el Estadio Makarios de la localidad de Nicosia.

## Uniforme
- Uniforme titular: Camiseta verde, pantalón verde, medias blancas.
- Uniforme alternativo: Camiseta blanca, pantalón blanco, medias blancas.

## Jugadores

### Plantilla 2023-24
- = Lesionado de larga duración
- = Capitán

### Jugadores destacados
- Geri Malaj
- Freddy
- Hélder Neto
- Gonzalo Cabrera
- Matías Escobar
- Andrés Imperiale
- Armen Ambartsumyan
- Fangio Buyse
- David
- Edmar
- Rodrigo
- Serjão
- Nicolas Dikoume
- Ernesto
- Mateus
- Georgios Eleftheriou
- Evagoras Hadjifrangiskou
- Giorgos Ioannidis
- Andreas Mavris
- Nikolas Nicolaou
- Loukas Stylianou
- Pedro Baquero
- Daniel Gomez
- Dorian Dervite
- Mustapha Kamal N'Daw
- Giorgos Kostis
- Dimitris Rizos
- Mesca
- Zsolt Posza
- Vits Rimkus
- Rasheed Alabi
- Lewis Aniweta
- Joseph Nwafor
- Piotr Kluzek
- Carlos André
- Henrique
- Igor Pita
- João Paulo
- Júnior
- Márcio Paiva
- Marco Bicho
- Margaça
- Mario Silva
- Milton
- Nuno Rodrigues
- Pedro Duarte
- Pedro Pereira
- Pedro Mendes
- Rui Andrade
- Saavedra
- Zoran Milinković
- Oskar Drobne
- Raúl González

## Entrenadores
- Pambos Christodoulou (julio de 2006–junio de 2010)
- Nikodimos Papavasiliou (julio de 2010–enero de 2011)
- Marios Constantinou (junio de 2011–noviembre de 2012)
- Loukas Hadjiloukas (noviembre de 2012–noviembre de 2016)
- Carlos Corberán (noviembre de 2016–)
- Víctor Basadre (enero de 2023–)